# Devil May Care (Band)
Devil May Care ist eine vierköpfige deutsche Post-Hardcore-Band aus Würzburg, die seit 2012 aktiv ist.

## Geschichte
2012 gründeten Tim Heberlein, Lukas Esslinger, Moritz Hillenbrand und Joachim Lindner die Band Devil May Care. Ihren ersten Auftritt absolvierten sie im Würzburger  b-hof am 9. März 2012 mit den ersten fünf selbst geschriebenen Liedern vor 30 Gästen.
Am 22. Mai 2016 erschien das erste Album der Band, Rose of Jericho, beim Label StereoTon. Am 3. November 2016 wurde Tim Heberleins Blind-Audition-Performance des Songs Watch Over Me von Alter Bridge auf der Bühne von The Voice of Germany ausgestrahlt.
Ende 2018 unterschrieben Devil May Care einen Plattenvertrag bei Uncle M Music. Im Februar 2019 begann die „Echoes“-Tour als Support von Cancer Bats und Zoli Band. Am 15. März erschien das zweite Album, Echoes. Am 5. November 2021 folgte das dritte Album, Divine Tragedy. Für den 8. Dezember 2023 ist die 6-Song-EP Mandala angekündigt.

## Engagement
Devil May Care engagiert sich für Umwelt und Soziales. So gingen und gehen sie verschiedene Kooperationen ein, die sie auf ihren Konzerten unterstützen. Im Februar 2019 und September 2019 riefen sie beispielsweise zur Säuberung des Mainufers auf und bei der Album-Release-Show im b-hof hatten sie Hermine mit an Bord.

### Unterstützte Projekte (Auswahl)
- Hermine (Hilfe zur Erstversorgung von Menschen in Not in Europa)
- Pfand gehört daneben[6]
- POGO für TOGO
- Sea Shepherd[7]

## Diskografie

### Demos
- 2012: … Between the Devil and the Sea (Eigenveröffentlichung)

### EPs
- 2013: Downline (Eigenregie)
- 2023: Mandala (Blood Blast Distribution)

### Alben
- 2016: Rose of Jericho (StereoTon)
- 2019: Echoes (Uncle M Music)
- 2021: Divine Tragedy (Uncle M Music)

### Singles
- 2014: A Million Voices (Eigenveröffentlichung)
- 2018: Acoustic Post-Hardcore (StereoTon)
- 2018: Odyssey (Uncle M Music)
- 2020: Calm Waters (Uncle M Music)
- 2020: Painter (Uncle M Music)
- 2021: Into the Abyss (Uncle M Music)
- 2021: Dayblind (feat. Like Pacific) (Uncle M Music)
- 2021: Delirium (feat. Sperling) (Uncle M Music)
- 2021: Tragedy (feat. Venues) (Uncle M Music)

### Videos
- 2015: I See Fire (Ed-Sheeran-Cover)[8]
- 2016: Last September[9]
- 2016: Home Is Where the Heart Is[10]
- 2017: Waiting for the Wave[11]
- 2019: L.I.A.R.[12]
- 2019: Our Hope[13]
- 2020: The Fire[14]
- 2020: Calm Waters[15]
- 2020: Painter[16]
- 2021: Into The Abyss[17]
- 2021: Delirium[18]
- 2021: Tragedy[19]